# الاپور، اتار پرادش

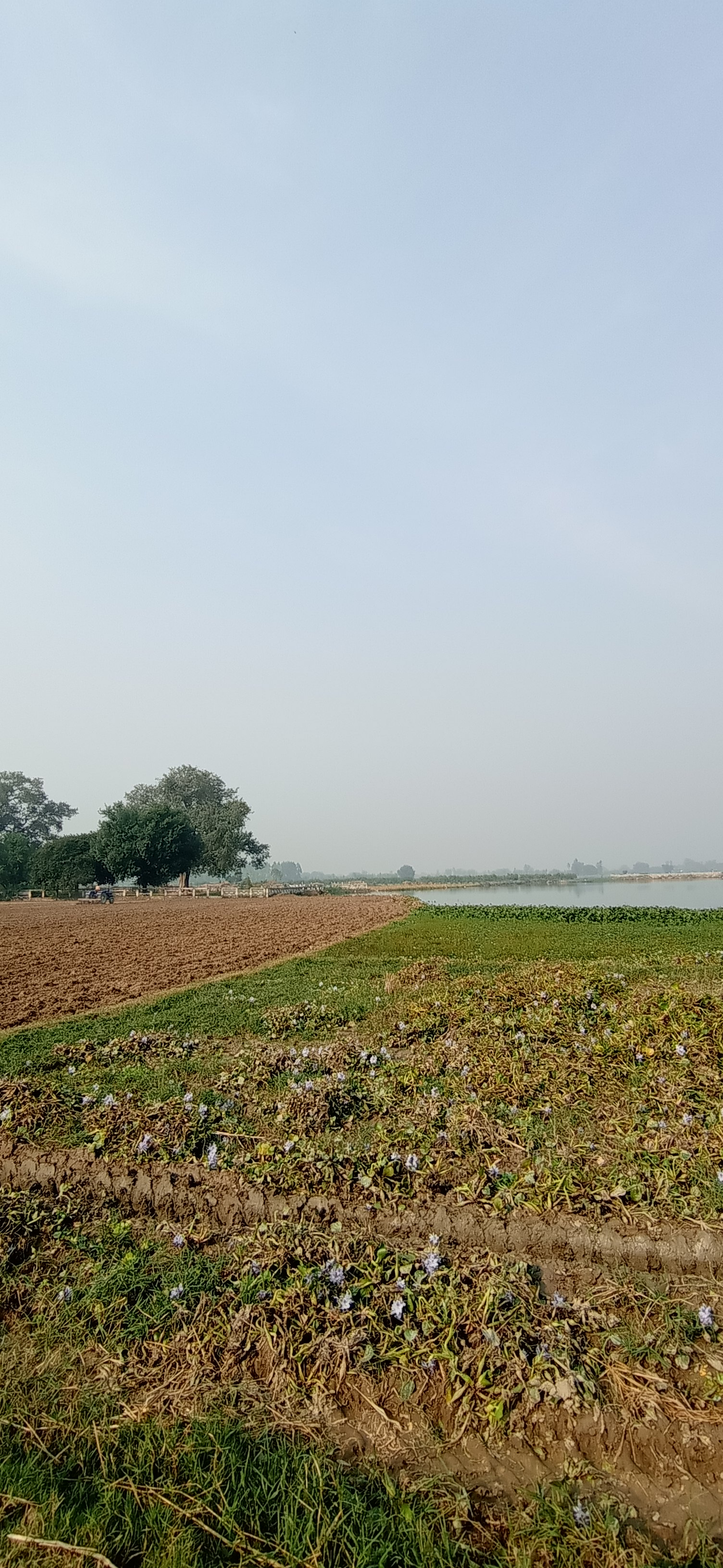
منطقه مسکونی در هند

الاپور، اتار پرادش (به انگلیسی: Allapur, Uttar Pradesh) یک منطقهٔ مسکونی در هند است که در اوتار پرادش واقع شده‌است.

## خصوصیات
الاپور ۲۰٬۷۲۵ نفر جمعیت دارد.